# Protostega
Protostega is een geslacht van uitgestorven schildpadden met een zacht schild. Ze leefden in het Laat-Krijt in Noord-Amerika. Fossielen van Protostega zijn bekend uit Alabama, Manitoba en Engeland met de drie meter lange Protostega gigas als grootste soort.
Het was een enorm dier dat groter werd dan de moderne lederschildpad, met een lengte van twee tot drie meter en een gewicht van circa 450 kilogram. Protostega had een verhoornde bek en vinachtige poten. De voorpoten waren erg groot, terwijl de achterpoten vrij klein waren. Protostega was de op een na grootste schildpad die ooit is ontdekt. Hij was nauw verwant aan Archelon, die als enige groter was, en Notochelone en misschien ook een verre verwant van de lederschildpad en een andere zachtschildige schildpad, Protosphargis, die in hetzelfde tijdperk leefde als Protostega. Net als bij de Archelon wordt er van Protostega gedacht dat hij kwallen at.

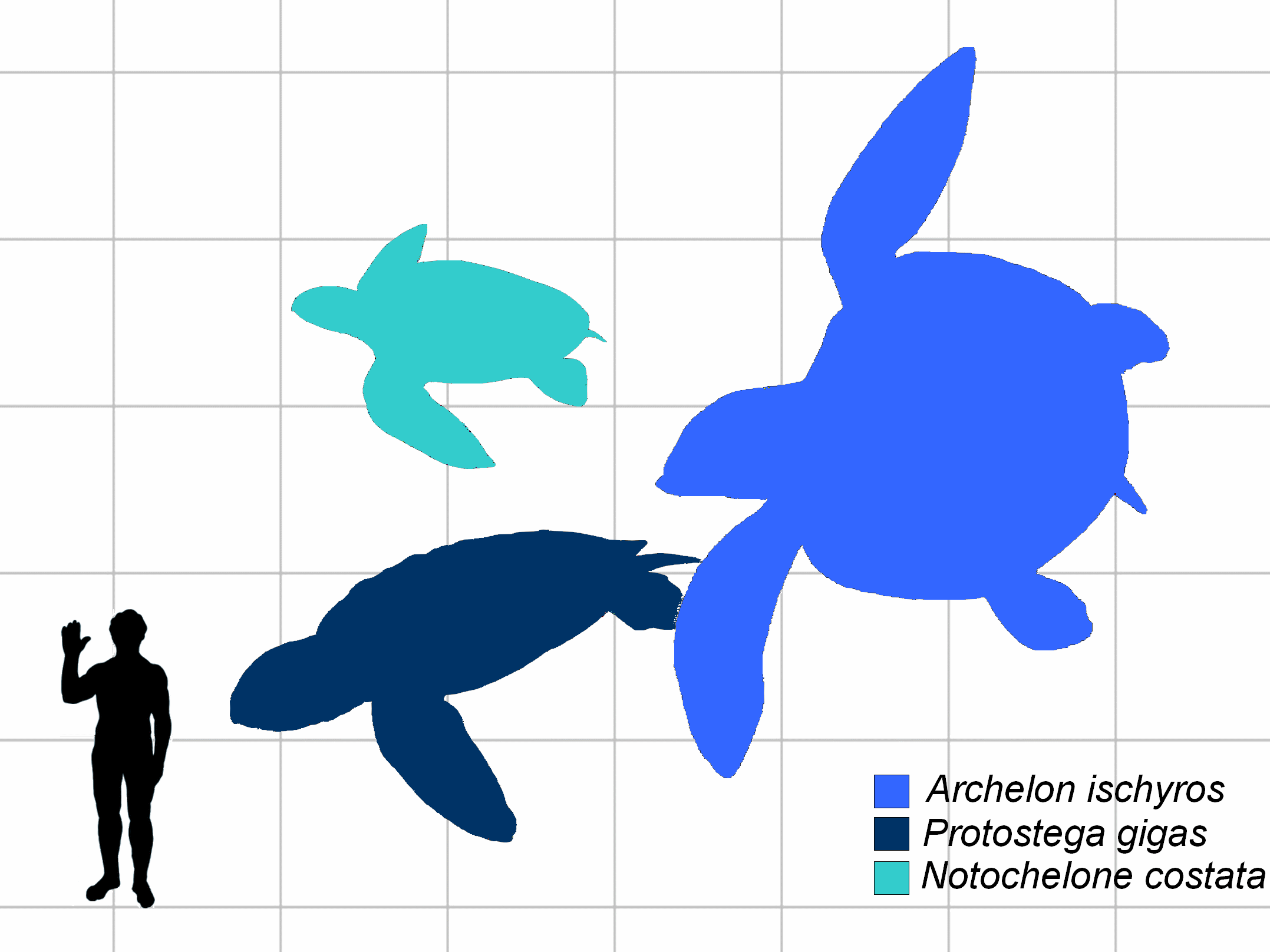
Protostega in vergelijking met een mens en enkele andere protostegiden.